# مصر حلوان للغزل والنسيج
مصر حلوان للغزل والنسيج هي شركة قابضة حكومية مصرية، تمتلكها وزارة قطاع الأعمال العام، انشأت الشركة لمزاولة اعمال الغزل والنسيج وتجهيز الاقطان والملابس الجاهزة . تقع الشركة في منطقة حلوان المتميزة صناعيا. تمتلك الشركة مجمع خطوط انتاجية متميز بالمنطقة ذاتها. تمتلك الشركة الأم القابضة للقطن والغزل والنسيج والملابس 100% من اسهم الشركة.كما تضم مدرسة فنية تشرف عليها وزارة التربية والتعليم والتعليم الفني، إلى جانب مركز التدريب الذي يعتبر جزءًا من خطة التطوير ضمانًا لتأهيل العمال على كيفية استخدام الآلات الجديدة التي تواكب أحدث تكنولوجيا في هذا المجال.

## تطوير الشركة
وفي العشرينات عانيت الشركة من الإهمال وتراكم الديون ولكن في الوقت الحالي وضعت خطة للتطوير الشركة، ويتضمن مشروع التطوير مجمع حلوان إنشاء مصنع صباغة وتجهيز وتفصيل ومصنع نسيج على مساحة 30 ألف متر، وذلك بتكلفة تقديرية حوالي 600 مليون جنيه تشمل الآلات الحديثة.

## دمج الشركة
يذكر أن مجمع حلوان ناتج عن دمج شركات ("مصر حلوان للغزل والنسيج"، المصرية للغزل والنسيج "وولكتس"، النصر للغزل والنسيج "الشوربجي"، وشركة مصر لمعدات الغزل و النسيج ) التي تنتج بعض مستلزمات الإنتاج.
جاء قرار الشركة القابضة للقطن والغزل والنسيج والملابس التابعة لوزارة قطاع الأعمال ، بشأن قرار لشركة مصر حلوان للغزل والنسيج، دمج شركات، مصر لصناعة معدات الغزل والنسيج، و المصرية لغزل ونسج الصوف والقطن، والنصر للغزل والنسيج والتريكو شوربجى، في شركة مصر حلوان للغزل والنسيج .